# Bernhard Ebbinghaus
Bernhard Ebbinghaus (* 2. Juni 1961 in Stuttgart) ist ein deutscher Soziologe und Professor für Soziologie an der Universität Mannheim.

## Leben
Ebbinghaus studierte von 1981 bis 1988 Soziologie als Diplomstudiengang an der Universität Mannheim und war 1984/85 Fulbright-Stipendiat an der New School for Social Research. Nach einem Jahr am Institut Universitaire d’Etudes Européennes in Genf war er von 1989 bis 1992 DAAD-Stipendiat am Europäischen Hochschulinstitut in Florenz, wo er 1993 mit der Arbeit Labour Unity in Union Diversity. Trade Unions and Social Cleavages in Western Europe, 1890–1989 promoviert wurde. Von 1992 bis 1996 war Ebbinghaus Wissenschaftlicher Assistent in Soziologie an der Universität Mannheim und Co-Koordinator des internationalen Forschungsprojekts über Gewerkschaften am Mannheimer Zentrum für Europäische Sozialforschung.  Anschließend war er am Max-Planck-Institut für Gesellschaftsforschung tätig, bevor er 1999/2000 John F. Kennedy Memorial Fellow am Center for European Studies der Harvard University wurde. Im Wintersemester 2001/02 war er Gastprofessor an der University of Wisconsin, 2003/04 vertrat er die Professur für Gesellschaftsvergleich an der Universität Jena. 
Nach seiner Habilitation im Juli 2003 an der Wirtschafts- und Sozialwissenschaftlichen Fakultät der Universität zu Köln wurde Ebbinghaus im Oktober 2004 zum Professor für Soziologie und leitet den Lehrstuhl für Makrosoziologie an der Fakultät für Sozialwissenschaften der Universität Mannheim berufen. Von November 2006 bis Oktober 2009 war er Gründungsdirektor des Doktorandenzentrums für die Sozial- und Verhaltenswissenschaften der Graduate School of Economic and Social Sciences. Von Februar 2008 bis Januar 2011 war er Direktor des Mannheimer Zentrums für Europäische Sozialforschung (MZES). Von 2017 bis 2021 war Ebbinghaus Professor für Sozialpolitik am Department of Social Policy and Intervention, das er von 2017 bis 2020 leitete, sowie Senior Research Fellow des Green Templeton College an der Universität Oxford. 2022 kehrte er zurück an den Lehrstuhl für Makrosoziologie an der Fakultät für Sozialwissenschaften der Universität Mannheim. 

## Schriften
- mit J. Timo Weishaupt (Hrsg.): The Role of Social Partners in Managing Europe’s Great Recession: Crisis Corporatism or Corporatism in Crisis?. Abingdon, UK: Routledge, 2021
- mit Elias Naumann (Hrsg.): Welfare State Reforms Seen from Below. Comparing Public Attitudes and Organized Interests in Britain and Germany. London, UK: Palgrave Macmillan / Cham, Switzerland: Springer Online, 2018.
- mit Thomas Bahle, Claudia Göbel: Familien am Rande der Erwerbsgesellschaft: Erwerbsrisiken und soziale Sicherung familiärer Risikogruppen im europäischen Vergleich. Berlin: edition sigma, 2015.
- mit Marius Busemeyer, Stephan Leibfried, Nicole Mayer-Ahuja, Herbert Obinger, Birgit Pfau-Effinger (Hrsg.): Wohlfahrtspolitik im 21. Jahrhundert: Neue Wege der Forschung. Frankfurt: Campus, 2013.
- The Varieties of Pension Governance. Pension Privatization in Europe. Oxford, UK: Oxford University Press, 2011.
- Reforming Early Retirement in Europe, Japan and the USA. Oxford, UK: Oxford University Press, 2006.
- mit Philip Manow (Hrsg.): Comparing Welfare Capitalism: Social Policy and Political Economy in Europe, Japan and the USA. London, UK: Routledge, 2001.
- mit Jelle Visser: Trade Unions in Western Europe since 1945. London, UK: Macmillan/Palgrave, 2000.
- mit Peter A. Kraus: Die variable Geometrie der Subsidiarität: zur Problematik territorialer und funktionaler Integration in Europa. In: Thomas König, Elmar Rieger und Hermann Schmitt (Hrsg.): Europäische Institutionenpolitik. Frankfurt a. M.: Campus, 1997, S. 335–357.